# Adelopora pseudothyron
Adelopora pseudothyron is een hydroïdpoliep uit de familie Stylasteridae. De poliep komt uit het geslacht Adelopora. Adelopora pseudothyron werd in 1982 voor het eerst wetenschappelijk beschreven door Cairns. 